# Баскетбол в Азербайджане
Баскетбол в Азербайджане — вид спора в Азербайджане.

## История
Баскетбол в Азербайджане зародился в Баку в 1920 году.
Действовали клубные команды Баку, Кировобада, Сумгаита, Ханлара, «Динамо» (Баку), «Буревестник» (Баку), «АзИНХ» (Баку), СКА (Баку). Среди девушек играла команда «Трудовые резервы», женская команда «Буревестник» (Баку).
В 1926 году бакинская баскетбольная команда общества «Динамо» завоевала первое место. Среди выдающихся баскетболистов того периода можно отметить Г. Абрамова, Н. Талышханова, Я. Арунова, И. Ионова, К. Эфендиеву, С. Плескунову, Фомину.
В 1931 году азербайджанская мужская сборная команда выиграла чемпионат Закавказья и впервые получила право на участие в чемпионате СССР по баскетболу.
До 1990 года Азербайджан являлся республикой в составе СССР, поэтому азербайджанские игроки могли выступать за сборную СССР по баскетболу.

### Чемпионат СССР и Спартакиада
«Динамо» участвовал в чемпионате СССР 1946 года, во второй группе, заняв 6 место.
В 1947 году в Баку прошли соревнования II группы XIV чемпионата СССР .
В 1956 году на I летней Спартакиаде народов СССР  сборная Азербайджанской ССР заняла 10 место.
На 1957 год мужская команда «Буревестник» (Баку) играла в классе Б чемпионата СССР. Команда являлась основой для сборной Азербайджанской ССР.
В 1959 году на II летней Спартакиаде народов СССР баскетболисты Азербайджанской ССР заняли 6 место. По итогам спартакиады баскетболисты получили звание мастеров спорта.
Также в 1959 году «Буревестник» вышел в класс А чемпионата СССР.
На IV летней Спартакиаде народов СССР 1967 года Азербайджан занял 12 место.
На XXXV чемпионате СССР в сезоне 1967/1968 «АзИНХ» (Баку) занял последнее, 12 место, сыграв 44 игры и набрав 53 очка. В результате «АзИНХ» выбыл в Первую лигу.
В составе «АзИНХ» играли Эльхан Алиев, Виктор Гузик, Роберт Дадаян, Емельянов, Илья Израилов, Валерий Мухин, Рабинович, В. Рудаков, Евгений Силяев, И. Терещенко. Главный тренер – Тофик Абасов.
Также в сезоне 1967/1968 в Первой лиге СССР «СКА» (Баку) занял последнее, 18 место.

### Международные матчи

#### 1957
В 1957 году состоялся первый международный матч в истории азербайджанского баскетбола. 23 июля «Буревестник» сыграл с приехавшим в Баку «Галатасараем», также являвшимся базовым клубом сборной Турции. Арбитрами матча были Ариф Садыхов и Тургут Атакол. Азербайджанские баскетболисты выиграли со счётом 45:35.
В октябре 1957 года в Баку мужская и женская команды «Локомотива» (Бухарест, Румыния) сыграли, соответственно, с мужской и женской командами «Буревестника» и сборными Азербайджана. 
6 октября «Буревестник» выиграл «Локомотива» (Бухарест) со счётом 64:39. Также 6 октября женская команда  «Буревестник» выиграла у женской команды «Локомотива» (Бухарест) (48:38)
7 октября мужская сборная Азербайджана обыграла «Локомотив» (Бухарест) со счётом 60:46, женская сборная Азербайджана проиграла женской команде «Локомотива» (33:38).

#### 1958
4 мая 1958 года в Тбилиси состоялся матч между азербайджанской сборной и сборной США. Игру выиграли баскетболисты США (46:95). Перед матчем высокорослый игрок Азербайджана В. Рыбалко вышел из строя, что привело к смене тактики. В команде США отличились Г. Холдорсон и Б. Борн.
В декабре 1958 года сборная Азербайджана приняла участие в турнире в Стамбуле. Первая игра прошла 25 декабря со сборной Польши. У Польши выделялся центровой В. Ситковский. Во второй половине из-за фолов из сборной Азербайджана выбыли центровые А. Петров, В. Рыбалко, В. Мартиросов. В результате Польша выиграла (63:48).
26 декабря в матче против сборной Турции выиграл Азербайджан (58:53).
27 декабря Азербайджан выиграл у молодёжной сборной Турции (59:81). 
В составе сборной Азербайджана на турнире участвовали А. Мамедьяров, Ф. Самедов, Владимир Рыбалко, В. Осин., В. Мартиросов.

#### 1959
В мае 1959 года сборная Азербайджана в Румынии провела 5 матчей со сборной Румынии, сборными городов Орадя, Клуж, Тыргу-Муреш и молодёжной сборной Румынии. Азербайджан одержал победы в 4 матчах из 5. 
3 мая сборная г. Орадя проиграла сборной Баку (52:63).
4 мая сборная г. Клуж проиграла сборной Баку со счётом 59:70.
6 мая сборная г. Тыргу-Муреш уступила сборной Баку со счётом 59:60.
9 мая в первой игре сборная Румынии выиграла у сборной Баку (60:52).
10 мая молодёжная сборная Румынии уступила сборной Баку (62:79).
11 мая вторая игра сборной Румынии завершилась в пользу Баку (52:43). 
В составе сборной Баку играли Н. Гусейнов, Юрий Наумцев, Владимир Рыбалко, А. Мамедьяров, Ф. Самедов.
Игроки Азербайджана Александр Петров, Юрий Наумцев, Владимир Рыбалко входили в состав сборной СССР.
Позднее в мае — июне 1959 года в Азербайджане прошли встречи с китайскими баскетболистами. 30 мая мужская команда «Динамо» сыграла с Китаем вничью (52:52).
Также 30 мая женская команда «Трудовые резервы» проиграла женской команде Китая  (46:62).  
31 мая мужская команда «Буревестника» выиграла у Китая со счётом 72:54. В её составе отличились Каграман Мамедьяров, Юрий Наумцев, Владимир Рыбалко. У команды Китая отличились Фу Жуй-де и Фан Жун-хуа. 
Также 31 мая женская команда «Буревестника» выиграла у Китая (52:48). 1 июня женская команда «Буревестника» выиграла у Китая (44:34). 
1 июня женская сборная Баку проиграла женской сборной Китая со счётом 34:40. 

#### 1960
В июле 1960 года Баку посетила команда «Вийёрбан» (Лион, Франция). ИХ тренером являлся Жерар Стюрла. В их составе играли Мишель Ус, Жорж Борди, Роже Вейрон. 
8 июля мужская команда «Буревестник» победила «Вийёрбан» со счётом 56:47. 9 июля сборная Баку выиграла у «Вийёрбан» со счётом 65:61.
Женская команда «Буревестника» сыграла с командой Парижского университета, одержав победы в двух встречах. В первой встрече 8 июля «Буревестник» выиграл со счётом 42:36, во второй, 9 июля — со счётом 31:30.
В сентябре — октябре 1960 года была проведена встреча с клубом «Брно» (Чехословакия). В составе «Брно» играли Зденек Бобровский, Владимир Пиштелак, участвовавшие в Летних Олимпийских играх 1960 года.
В составе сборной Баку были Наумцев, Рыбалко, И. Терещенко, А. Мамедьяров. 
30 сентября «Буревестник» выиграл у «Брно» со счётом 76:54
1 октября сборная Баку проиграла «Брно» (62:65).
30 сентября женская команда «Буревестника» проиграла Слован-Орбис, чемпиону Чехословакии 1960 года (54:69). 1 октября сборная Баку также проиграла «Слован-Орбис» (61:45). В составе «Слован-Орбис» играли Елена Маслова-Адамирова, Болечкова, Майорова.
В конце октября 1960 года в Баку также играла команда «Лех» (Познань, Польша) и женская сборная Польши. Их игроки также участвовали в олимпиаде в Риме (1960). В составе «Леха» играл М. Лопатки, член сборной Польши. 
20 октября «Буревестник» выиграл у «Лех» (81:80). В составе «Буревестника» играли И. Терещенко, Ю. Арунов, С. Новрузов, В. Сергеев, Р. Дадаян.
Во втором матче 21 октября также победил «Буревестник» (63:53). В составе команды отличился А. Мамедьяров.
Тренером «Леха» являлся Виктор Хаглауэр.
В двух матчах женская сборная Баку выиграла у женской сборной Польши. 20 октября со счётом — 57:43, и 21 октября со счётом 43:32.

#### 1961
В сентябре 1961 года в Баку играли мужская и женская сборные Бухареста (Румыния).
27 сентября «Буревестник выиграл у сборной Бухареста (70:62). Отличился Валерий Мухин, набравший 25 очков. 
28 сентября сборная Баку также выиграла у сборной Бухареста (76:58).
27 сентября женская команда «Буревестник» выиграла у женской сборной Бухареста (44:41). 28 сентября женская сборная Баку выиграла у женской сборной Бухареста (37:34).

#### 1962
В мае 1962 года в Баку два матча провели команды Венгрии. 
В первом матче 14 мая выиграла сборная Азербайджана  (66:62). В составе Азербайджана играли Владимир Мухин, И. Терещенко, В. Рыбалко, А. Мамедьяров.
Во втором матче 15 мая выиграла сборная Венгрии (74:57). 
14 мая женская сборная Азербайджана также проиграла женской сборной Венгрии (66:70).

### С 1991 года
В 1992 году, после того, как Азербайджан восстановил свою независимость, была создана Федерация баскетбола Азербайджана.
В 1994 году Федерация баскетбола Азербайджана стала членом Международной баскетбольной федерации. Федерация была принята в зону Европы ФИБА.
По причине неучастия на собраниях и мероприятиях ФИБА с 1997 по 2000 года, Азербайджан был лишён полноправного членства, но вскоре на конгрессе ФИБА, который состоялся в Турции членство Азербайджанской баскетбольной федерации было восстановлено.

## Общие сведения
В Азербайджане сформированы мужская сборная по баскетболу, женская сборная по баскетболу, мужская и женская сборные по баскетболу 3x3, юношеские сборные.
На декабрь 2024 года в чемпионате Азербайджана принимают участие 12 баскетбольных клубов:
| Клуб       | Город             |
| ---------- | ----------------- |
| Абшерон    | Апшеронский район |
| Гянджа     | Гянджа            |
| Губа       | Губа              |
| Нахичевань | Нахичевань        |
| Нефтчи     |                   |
| НТД-Индиго | Хачмаз            |
| Орду       |                   |
| Сабах      | Баку              |
| Серхедчи   |                   |
| Сумгаит    | Сумгаит           |
| Ленкорань  | Ленкорань         |
| Шеки       | Шеки              |

На базе БК «Зирве» (Астара) 25 сентября 2023 года был создан БК «Джалилабад».

## Чемпионат Азербайджана по баскетболу
Разыгрывается чемпионат Азербайджана по баскетболу. Чемпионат организует Азербайджанская баскетбольная лига. Первоначально действовал лимит легионеров 3 + 2 (3 иностранных игрока, 2 местных игрока одновременно на площадке в матче). На 2025 год действует лимит 4 + 1 (4 иностранных игрока, 1 местный игрок).

### Сезон 2023/24
В сезоне 2023/24 приняли участие 10 команд, в том числе «Сабах» (Баку), «Гянджа», «Хырдалан» (Баку), «Серхедчи» (Баку), «Нефтчи» (Баку), НТД-Индиго (Хачмаз), «Зирве» (Джалилабад), «Шеки», «Хазри», «Сумгаит». «Хазри» и «Сумгаит» являются дебютантом чемпионата.
«НТД» (Баку) с сезона 2023/24 сменил название на «НТД-Индиго» и представляет г. Хачмаз. В сезоне 2023/24 пять команд Азербайджанской баскетбольной лиги представляли регионы.
«Олимпик» (Шеки) с сезона 2023/24 сменил название на «Шеки».
Сезон стартовал с октября 2023 года.
В финальной серии в мае 2024 года «Сабах» обыграл «Хазри» в четырёх матчах, и стал чемпионом.

### Сезон 2024/25
Сезон проведён с 18 октября 2024 по 31 мая 2025 года.

## Женский чемпионат Азербайджана по баскетболу
В сезоне 2005/06 чемпионом стал БК «Нефтчи». После этого женский чемпионат Азербайджана по баскетболу не проводился. С 15 марта 2024 года стартовала женская баскетбольная лига.

### 2024
В розыгрыше женской баскетбольной лиги 2024 примут участие 6 команд: «Азстарс», «Нефтчи», «Алов Баскет», «Хырдалан», «Гянджа», «Гарадаг». Будут проведены два круга регулярного сезона. Первые четыре команды по итогам регулярного сезона сыграют в финале четырёх.

## Кубок Азербайджана по баскетболу
В кубке Азербайджана по баскетболу вправе принять участие любая команда, являющаяся членом Азербайджанской баскетбольной лиги. Расписание кубка утверждается Азербайджанской баскетбольной лигой.

### 2024
Обладателем кубка стал Нефтчи.

### 2025
Финал кубка состоялся 30 марта в Бакинском Дворце спорта. В финале встретились «Гянджа» и «НТД-Индиго». Обладателем кубка стал «НТД-Индиго», победив со счётом 81:72.

## Мужская сборная по баскетболу
В 1995 году в Баку был проведен Международный турнир с участием мужских сборных баскетбольных команд Турции, Грузии, Туркменистана и Азербайджана, на котором сборная Азербайджана заняла первое место.
В августе 2002 года председатель Национального Олимпийского Комитета Ильхам Алиев встретился с чемпионом по баскетболу Римас Куртинайтисом, после чего в сентябре Римас был назначен главным тренером национальной сборной и проработал до 2006 года.
В 2006 году азербайджанская мужская сборная команда приняла участие в Европейском Кубке Развития FİBA в Албании, где получила первое места.
В 2010 году азербайджанская национальная мужская сборная команда участвовала на международном турнире «Новруз -2010», которая проводилась в городе Бишкек и одержала победу.  
В 2012 году турок Али Тон стал тренером сборной Азербайджана по баскетболу.

## Женская сборная по баскетболу

### Сборная U-16
23 июля 2023 года женская сборная Азербайджана по баскетболу U-16 стала чемпионом Европы по баскетболу (дивизион C).

### Отбор к ЧЕ 2025
Женская сборная Азербайджана принимает участие в отборочном турнире к чемпионату Европы по баскетболу 2025. Соперники — команды Бельгии, Польши и Литвы. Участие в отборе стало дебютом женской сборной Азербайджана на чемпионате Европы по баскетболу. Отборочный турнир проходит с ноября 2023 по февраль 2025 года.
Сборная проиграла в 4-х матчах (Литве 99:62, Бельгии 28:136, Польше 105:51, Литве 47:108).
Остались матчи с Бельгией и Польшей, которые пройдут 6 и 9 февраля 2025 года.
Состав сборной на чемпионате: Александра Молленхауэр, Дина Ульянова, Татьяна Денискина, Шилан Акбингель, Арика Картер, Эла Нур Гекчель, Бриана Фрейзер, Ангелина Исмайлова, Дениз Гекчель, Ситара Аббасова, Салминаз Рамазанлы, Эвелина Яшаева, Лейла Аллахверди, Валерия Китаева, Динара Искакова, Зарина Мусаева.

### Главные тренеры
- Эврен Алкая (с 3 октября 2023)[28]

## Чемпионы Азербайджана по баскетболу
- 1993/94 — Mehsul Baki[азерб.]
- 1994/95 — Mehsul Baki[азерб.]
- 1995/96 — Mehsul Baki[азерб.]
- 1996/97 — Anarbank Баку[азерб.]
- 1997/98 — Azans Baki[азерб.]
- 1998/99 — Azans Baki[азерб.]
- 1999/00 — Бакилы[азерб.]
- 2000/01 — Западный университет[азерб.]
- 2001/02 — НТД Баку
- 2002/03 — Qala[азерб.]
- 2003/04 — Qala[азерб.]
- 2004/05 — Qala[азерб.]
- 2005/06 — Qala[азерб.]
- 2006/07 — НТД Баку
- 2007/08 — НТД Баку
- 2008/09 — НТД Баку
- 2009/10 — НТД Баку
- 2010/11 — НТД Баку
- 2011/12 — Qala[азерб.]
- 2012/13 — Qala[азерб.]
- 2013/14 — Qala[азерб.]
- 2014/15 — Qala[азерб.]
- 2015/16 — Aztop Баку[азерб.]
- 2016/17 — НТД Баку
- 2017/18 — НТД Баку
- 2018/19 — НТД Баку
- 2019/20 — «Зирве» (Астара)[6]
- 2020/21 — Не проводился из-за пандемии коронавируса
- 2021/22 — Не проводился из-за пандемии коронавируса
- 2022/23 — «Сабах»[29]
- 2023/24 — «Сабах»[12]
- 2024/25 — «Сабах»[30]

## Обладатели кубка Азербайджана по баскетболу
- 2022/23 — «Гянджа[азерб.]»[31]
- 2023/24 — «Нефтчи»[32]
- 2024/25 — «НТД-Индиго»[15]

## Чемпионат мира по баскетболу

### 2027
В квалификации к чемпионату мира по баскетболу 2027 Азербайджан играет в первом раунде в группе А с Косово, Швейцарией и Ирландией. Игры пройдут с 19 февраля 2024 года по 23 февраля 2025 года.

## Кубок Европы по баскетболу
Азербайджанские команды принимают участие в розыгрыше Кубка Европы по баскетболу.

### 2023/24
В сезоне 2023–24 БК «Сабах» принял участие в квалификационной группе А. Соперниками стали «Донар Гронинген» (Нидерланды), «Работнички» (Северная Македония) и «Рапид» (Румыния). Матчи прошли в октябре 2023 года. «Сабах» занял первое место в группе с 3-мя победами.
В  регулярном сезоне БК «Сабах» занял третье место в группе D (1 победа, 5 поражений).

### 2024/25
В сезоне 2024–25 в группе G после 5 туров БК «Сабах» занимает последнее место, проиграв Спиру Шарлеруа (Бельгия) (81:82, 68:78), Марусси (Греция) (70:82, 71:82) и Норрчёпинг Долфинс (Швеция) (70:74). 

## Лига чемпионов ФИБА
17 сентября 2024 года БК «Сабах» примет участие в первом квалификационном раунде Лиги чемпионов ФИБА 2024/2025, который пройдёт в Анталье (Турция). Соперником клуба станет Норрчёпинг Долфинс (Норрчёпинг, Швеция).

## Иные международные соревнования
28 августа 2023 года БК «Нефтчи» стал победителем Женской мировой серии ФИБА по баскетболу 3x3 (Дебрецен, Венгрия). БК «Нефтчи» стал победителем данной серии в 4-й раз.

## Юниорские соревнования

### Чемпионат Европы 2023 U-16
Сборная Азербайджана U-16 выиграла чемпионат Европы по баскетболу U-16 2023 дивизиона C.
В сборную Азербайджана до 16 лет вошли Ангелина Исмайлова, Ситара Аббасова, Дениз Гёкчёл, Лейла Аллахвердиева.

### Чемпионат Европы 2024 U-16
14 июля 2024 года сборная Азербайджана U-16 выиграла чемпионат Европы по баскетболу U-16 2024 дивизиона С.
Азербайджан обыграл Армению (86:59), Грузию (97:40), Кипр (68:45). В полуфинале была обыграна Албания (92:62). В финале была одержана победа над Кипром (69:52).
Соревнования прошли в Гибралтаре на Tercentenary Sports Hall.
Ангелина Исмайлова стала лучшим игроком турнира дивизиона C. В символическую пятёрку турнира вошли Ангелина Исмайлова и Ситара Аббасова.
В сборную Азербайджана до 16 лет вошли Ангелина Исмайлова, Ситара Аббасова, Дениз Гёкчёл, Лейла Аллахвердиева, Айлин Акбарзаде,  Назрин Алмазова, Мадина Мамедова, Аян Аслан, София Керимова, Айлин Нифталиева, Нигяр Майсарова, Ванесса Чокарова

### Чемпионат Европы 2024 U-18

#### Среди юношей
На чемпионате Европы среди юношей до 18 лет 2024 сборная Азербайджана играла в дивизионе C. Матчи проходили в Эльбасане (Албания). На групповом этапе Азербайджан выступил в группе B вместе с Молдовой и Арменией. В первом матче 24 июля сборная обыграла Молдову (87:76). В результате победы сборная вышла в полуфинал. Во втором матче Азербайджан победил Армению (76:69). 
В полуфинале Азербайджан обыграл Албанию (62:41). В финале выиграл у Люксембурга (77:71), став чемпионами дивизиона C.
Состав сборной на чемпионате: Максуд Гумматов, Тариэль Юсифзаде, Орхан Сулейманлы, Мурад Бабаев, Махмуд Гусейнли, Гусейн Аскерли, Арикямран Мамедов, Рамазан Гараев, Гусейн Гафланов, Рафаэль Агаев, Дерин Беркоз, Гусейн Мамедов.
Возглавлял сборную на турнире Анар Сарыев.

#### Среди девушек
На чемпионате Европы среди девушек, проходящем в Приштине, сборная Азербайджана играет в дивизионе C. На групповом этапе Азербайджан играл группе B с Албанией, Грузией и Арменией. В первом матче 23 июля Азербайджан победил Албанию (72:53). Во втором матче 24 июля победил Грузию (74:68). В третьем выиграл у Армении (68:42).
В полуфинале 27 июля Азербайджан обыграл Кипр (66:49). В финале 28 июля Азербайджан проиграл Косово (65:75), заняв второе место.
Состав сборной на чемпионате: Айлин Акбарзаде, Лейла Аллахвердиева, Дениз Гёкчёль, Ангелина Исмаилова, Эла Нур Гёкчёль, Салминаз Рамазанлы, Силан Акбинголь, Валерия Китаева, Гюнель Маммедли, Адиля Юсубова, Ситара Аббасова, Айлин Нифталиева. 
Возглавлял сборную на турнире Эврен Алкая.

## Баскетбол 3x3
В мае 2024 года создана женская команда по баскетболу 3х3 «Baku Flames». В состав команды входят баскетболистки, являвшиеся членами сборной Азербайджана по баскетболу Сали аль-Хури, Ляман Ибрагимова, Бината Ризванова, Наиля Алисултанова, Ева Настакалова, Эвелина Яшаева. Дебют команды состоится в июне 2024 года на третьем этапе женской мировой серии в Габале.

### Женская сборная Азербайджана по баскетболу 3x3
В мае 2017 года на IV играх исламской солидарности сборная Азербайджана завоевала золото.
5 апреля 2024 года женская сборная Азербайджана по баскетболу 3x3 заняла второе место на международном турнире по баскетболу 3x3 среди женских команд в Таиланде.
С 12 по 14 апреля 2024 года сборная приняла участие в лицензионном турнире на Летние Олимпийские игры 2024 в Гонконге (Китай). В состав сборной вошли Дина Ульянова, Тиффани Хейз, Александра Молленхауэр, Мерседес Уокер. Соперниками сборной Азербайджана на групповой стадии стали Чили, Монголия и Нидерланды. В полуфинале победив Венгрию и в финале Польшу, по результатам турнира сборная завоевала путёвку на Олимпийские игры. Это стало первой в истории Азербайджана лицензией на участие в Олимпиаде в командных видах спорта.
Главные тренеры:
- Татьяна Солженицына[86]

### Женская мировая серия 2023
Азербайджан в серии представляли клуб «Нефтчи» и сборная Азербайджана. Три тура серии прошли в Астаре, Шуше и Баку. «Нефтчи» выиграл четыре этапа, и в финале серии стал шестым. Успешное выступление «Нефтчи» позволило принять участие женской сборной Азербайджана 3x3 на отборочном турнире к Олимпиаде 2024 в Гонконге.

### Женская мировая серия 2024
В женской мировой серии по баскетболу 3х3 2024 принимают участие женская сборная Азербайджана и команда «Baku Flames». Три этапа серии пройдут в Азербайджане. Всего в серии пройдут 19 этапов.
2 — 3 июня 2024 года в Габале прошёл третий этап женской мировой серии по баскетболу 3х3. В этапе приняли участие сборные Польши, Италии, Португалии, Румынии, команды «Warsaw LOTTO» (Польша), «Barcelona Panthers» (Испания), сборная Азербайджана, команда «Baku Flames».
20 — 21 июля 2024 года состоялся 16 этап в Губе. На этапе 8 команд соревновались в двух группах. В группе А играли Baku Flames», сборная Австралии, сборная Нидерландов, сборная Китая (U-24). В группе В – сборные Чехии, Филиппин, Ирана и команда «Düsseldorf Zoos» (Германия).
17 — 18 августа 2024 года состоится этап в Баку.
В составе сборной Азербайджана в серии 2024 года принимают участие Дина Ульянова, Александра Молленхауэр, Мерседес Уокер, Татьяна Денискина.

### Олимпийские игры 2024
В апреле 2024 года в Гонконге (Китай) сборная одержала победу в квалификационном турнире к Олимпийским играм 2024, впервые в истории азербайджанского баскетбола завоевав лицензию на Олимпийские игры.

### Юношеский турнир 2025
В феврале 2025 года пройдёт турнир Юношеской баскетбольной лиги ABB. Турнир будет состоять их группового этапа и стадии плей-офф. На групповом этапе 19 команд будут разделены на 5 групп. Занявшие первые два места в группе проходят в стадию плей-офф. 
Групповой этап пройдёт 24 февраля. Стадия плей-офф начнётся 25 февраля.
В турнире примут участие игроки до 28 лет. Соревнования пройдут в Бакинском Дворце спорта.
| Группа   | Участники | Участники  | Участники | Участники    |
| -------- | --------- | ---------- | --------- | ------------ |
| Группа A | АзТУ      | Bakı ANM   | БГУ       | БГУ          |
| Группа B | АзТУ 2    | Хазар 2    | ADNSU     | БГУ          |
| Группа C | ADBTIA    | ATU-Гянджа | NDU       | Торпаг Голат |
| Группа D | ADBTIA 2  | BMU        | ADNSU 2   | UNEC         |
| Группа E | Хазар     | P.H.       | БГУ 2     | BMU 2        |

## Главные тренеры
Женская сборная Азербайджана по баскетболу
- Эврен Алкая (с 4 октября 2023)[95]

Сборная Азербайджана по баскетболу среди девушек до 16-и лет
- Эврен Алкая[96]

Сборная Азербайджана по баскетболу среди юношей до 18 лет
- Анар Сарыев (2024)[97]

Сборная Азербайджана по баскетболу среди девушек до 18 лет
- Эврен Алкая

## Инфраструктура
9 апреля 2024 года открыт Гянджинский дворец спорта площадью 40 000 м2 на 2200 зрителей, в котором присутствует зал для баскетбола.